# Matzelsdorf (Gemeinde Millstatt am See)

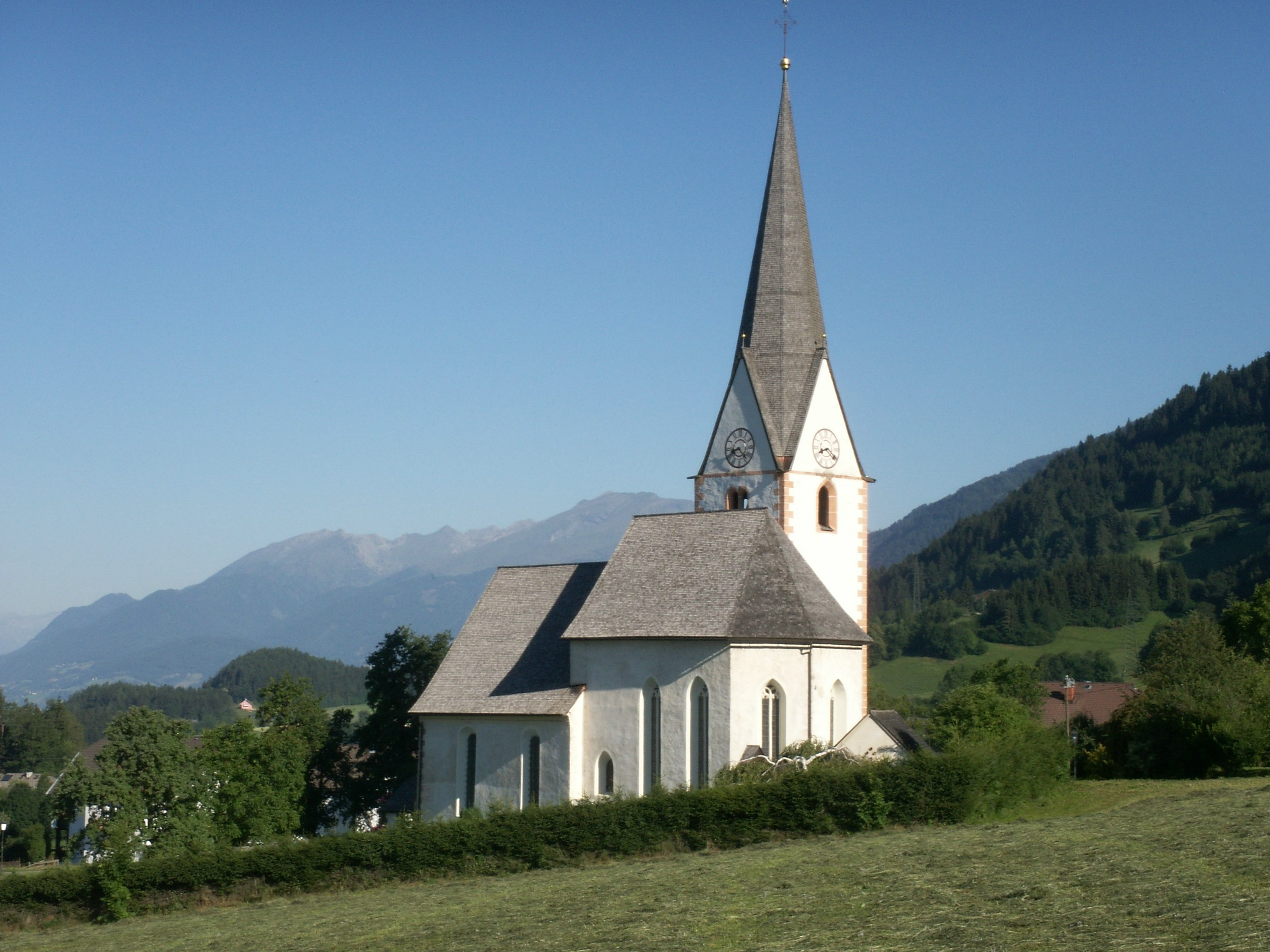
Kirche Maria Schnee von Matzelsdorf gegen Nordwesten

Matzelsdorf ist ein Kirchdorf und eine Katastralgemeinde am Millstätter Berg in der Gemeinde Millstatt im Bezirk Spittal an der Drau im österreichischen Bundesland Kärnten. Dieser östlichste Ort auf dem Hochplateau über dem Millstätter See in den Nockbergen in 848 m Seehöhe ist über die B 98 bzw. L 17 erreichbar. Südlich des Ortes liegt ein teilweise erhaltenes Hochmoor. Benachbarte Orte sind Sappl und Dellach am Millstättersee.

## Lage und Wirtschaft
Matzelsdorf ist wie die umliegenden Orte ein bäuerlich strukturiertes Erholungsdorf. Mangels ortsansässiger Betriebe pendelt die Bevölkerung aus. Laut Einwohnerstatistik von 2014 hat der Ort 191 Einwohner, der Nachbarort Sappl 256. Im sozialen Leben sind Matzelsdorf und Sappl vielfach eng verbunden. Als eine der vier Katastralgemeinden Millstatts ist Matzelsdorf eine Verwaltungseinheit im Grundbuch. Zwischen 1889 und 1973 gehörte der Ort zur Gemeinde Obermillstatt. Es gibt einen Gastronomiebetrieb und einige Beherbergungsbetriebe sowie Vollerwerbsbauern.
Die Anbindung an den öffentlichen Personennahverkehr erfolgt über den Postbus, der den Ort auf seiner Route von Spittal aus mehrmals täglich anfährt. Im Ort gibt es keine Straßenbezeichnungen, sondern nur Hausnummern, nach denen sich Einwohner, Postboten, Lieferanten und Besucher orientieren müssen.

## Geschichte

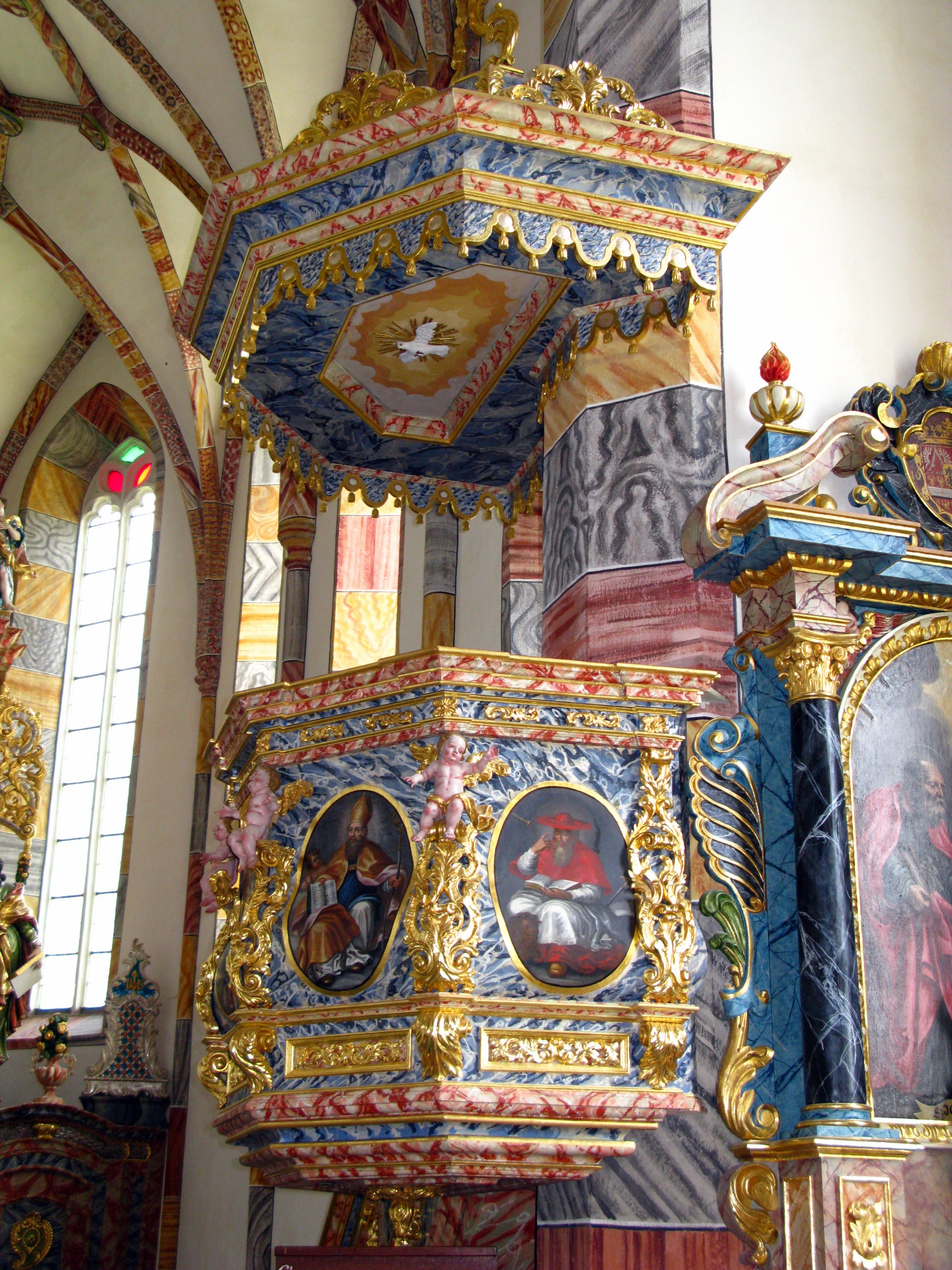
Kanzel von 1720 oder 1730 der Kirche

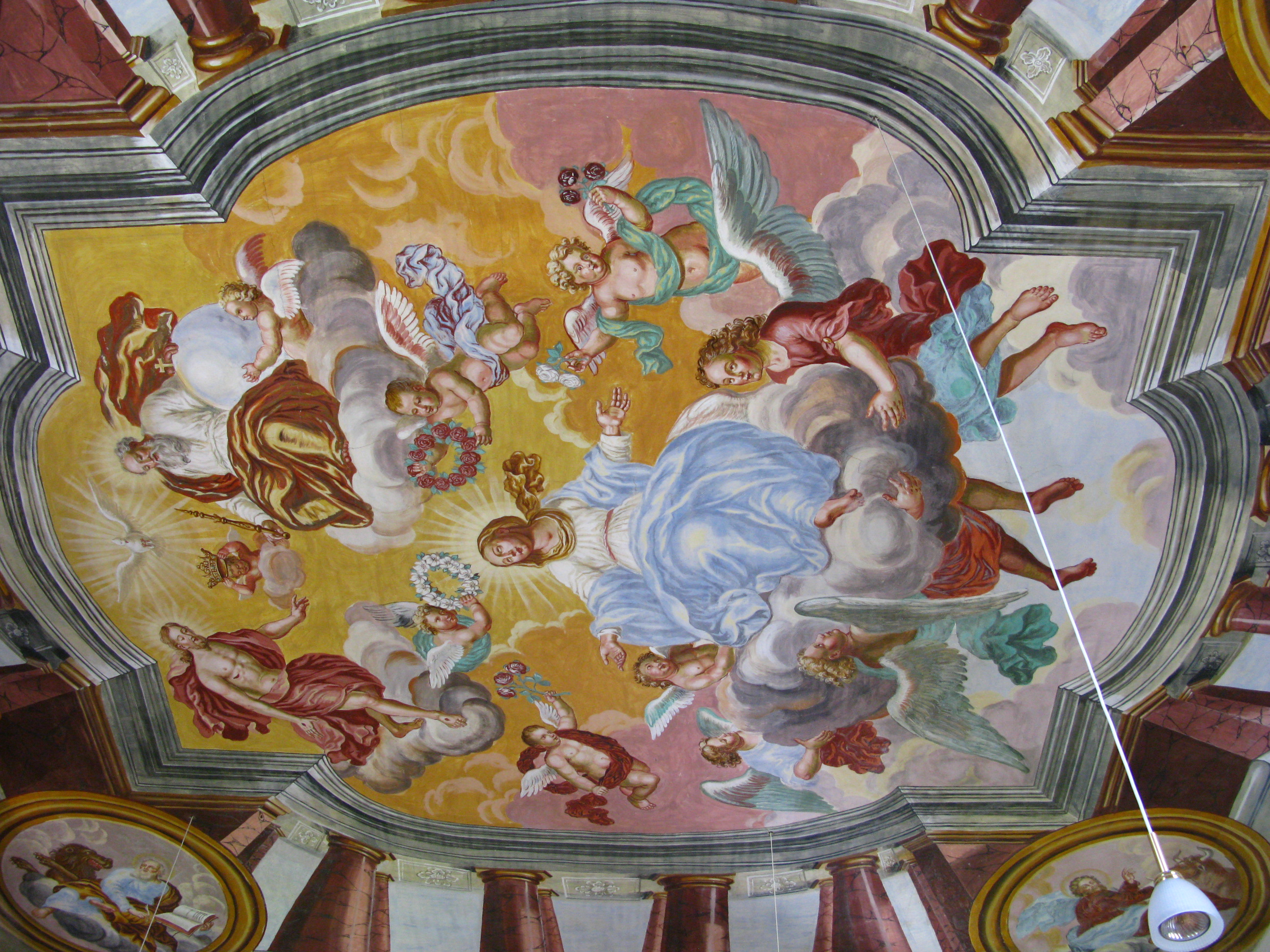
Krönung Mariens, Deckenfresko von Balthasar Klenkh von 1716

### Frühgeschichte
Der Ort Matzelsdorf mit röm.-kath. Kapelle wird schriftlich erstmals im Jahre 1177 als Dulmatisdorf im Zusammenhang mit einer Schenkung zur Gründung des Benediktinerklosters Millstatt durch die Aribonen erwähnt. In der örtlichen Mundart wird der Ort als Matschderf bezeichnet. Der Ortsname, 1202 Domatsdorf und 1286 und 1364 Mätzleinsdorf, ist eine Ableitung des slowenischen Personennamens Dolmač, vermutlich eine Form des lateinischen Dalmatius. Mit großer Wahrscheinlichkeit ist der Ort keine Gründung der Karantanen und existierte schon lange vor der slawischen Besiedlung ab dem 6. Jahrhundert In den Nachbarorten Sappl und Lammersdorf fanden sich jungsteinzeitliche Siedlungsspuren die etwa bis 3000 vor Christi zurückreichen. Zur Zeit um Christi Geburt gehörte der Millstätter Berg zum Stammesgebiet der Ambidravi, der „Beiderseits der Drau Wohnenden“, eine römische Bezeichnung für die hier siedelnde norische Bevölkerung, die keltischen oder stark keltisierten Ursprungs war. In der Römerzeit lag der Ort am Weg von Teurnia ins Gegend- und Kirchheimertal. Südlich von Matzelsdorf führte die alte Römerstraße von Döbriach auf den Millstätter Berg. Die Straße direkt am Millstätter See wurde erst in der Neuzeit gebaut, denn die Felsen bei der Hohen Wand waren lange unüberwindlich.
Eine erste Bestandsaufnahme der Bauernhöfe von Matzelsdorf, zumindest jener, die dem Stift Millstatt gehörten, findet sich im Urbar der Sankt-Georgs-Ritter von 1470, der bei der Klosterübernahme von den Benediktiner erstellt wurde. „Anndre Schuster zu Metzlisdorff, dint von zwayn huben, idem von ainem lehen; Mert Lederer, dint von ainem akher und vörstlin: Gotfrid, Fischer, dint von aim lehen zu Stegka; Christian zu Stegka, dint von ainer huben ... idem aber von ainem lehen; Ruepl daselbst dint von einer huben.“ Hier werden deutlich weniger Höfe als im benachbarten kirchenlosen Sappl aufgezählt, wo insgesamt sieben Huben, sieben Lehnen eine Schwaige und ein Acker angeführt wurden. Unklar ist, wo die Ortsgrenzen verliefen, da der Name Stegka am ehesten dem heutigen Steggaberhof entspricht, der aber in Sappl (Nr. 2) liegt. Die Auflistung eines zweiten Bauern zu Stegka verstärkt diese Vermutung, denn es gab früher auch einen Unter-Steggaber-Hof. 1477 wird der Ort als Metzelsdorff erwähnt. In den Millstätter Quellen finden sich ab 1500 keine Hinweise mehr auf Matzelsdorf. 1575 werden bei Bauarbeiten am Döbriacher Pfarrstadel Matzelsdorfer erwähnt zum Beispiel zwei „Mailänder“, zwei „Türgg“, ein „Stegaber“, ein „Winkler“ und ein „Caspar Gaugelhofer“, bei dem der noch übliche Vulgoname „Gauggler“ anklingt. Wie eine Beschwerde beim Unterberggericht von 1513 zeigt, scheint es um diese Zeit in Matzelsdorf einen Bergbau gegeben zu haben. Von 1598 bis 1773 war der Ort Teil der Millstätter Jesuitenherrschaft.
| Höfe / Häuser / Haushalte und Einwohner 1470 bis 2014 | Höfe / Häuser / Haushalte und Einwohner 1470 bis 2014 | Höfe / Häuser / Haushalte und Einwohner 1470 bis 2014 | Höfe / Häuser / Haushalte und Einwohner 1470 bis 2014 | Höfe / Häuser / Haushalte und Einwohner 1470 bis 2014 | Höfe / Häuser / Haushalte und Einwohner 1470 bis 2014 | Höfe / Häuser / Haushalte und Einwohner 1470 bis 2014 | Höfe / Häuser / Haushalte und Einwohner 1470 bis 2014 | Höfe / Häuser / Haushalte und Einwohner 1470 bis 2014 | Höfe / Häuser / Haushalte und Einwohner 1470 bis 2014 | Höfe / Häuser / Haushalte und Einwohner 1470 bis 2014 | Höfe / Häuser / Haushalte und Einwohner 1470 bis 2014 | Höfe / Häuser / Haushalte und Einwohner 1470 bis 2014 | Höfe / Häuser / Haushalte und Einwohner 1470 bis 2014 |
| ----------------------------------------------------- | ----------------------------------------------------- | ----------------------------------------------------- | ----------------------------------------------------- | ----------------------------------------------------- | ----------------------------------------------------- | ----------------------------------------------------- | ----------------------------------------------------- | ----------------------------------------------------- | ----------------------------------------------------- | ----------------------------------------------------- | ----------------------------------------------------- | ----------------------------------------------------- | ----------------------------------------------------- |
|                                                       | 1470                                                  | 1575                                                  | 1817                                                  | 1857                                                  | 1869                                                  | 1951                                                  | 1961                                                  | 1971                                                  | 1981                                                  | 1991                                                  | 2001                                                  | 2011                                                  | 2014                                                  |
| Höfe / Häuser / Haushalte                             | 6                                                     | 7                                                     | 18                                                    | 14                                                    | 18                                                    | 22                                                    | 28                                                    | 41                                                    | 47                                                    | 47                                                    | 62                                                    | 72                                                    |                                                       |
| Einwohner                                             |                                                       |                                                       | 120                                                   | 122                                                   | 126                                                   | 142                                                   | 138                                                   | 172                                                   | 93                                                    | 189                                                   | 185                                                   | 183                                                   | 191                                                   |
| Einwohner pro Haus                                    |                                                       |                                                       | 7                                                     | 9                                                     | 7                                                     | 6                                                     | 5                                                     | 4                                                     | 2                                                     | 4                                                     | 3                                                     | 3                                                     |                                                       |

### Wallfahrtskirche Maria Schnee
Über die Umstände der Gründung der Kirche weiß man nichts. Bei der Sanierung 2004 und 2005 stieß man auf die Fundamente der ursprünglichen Kapelle, die aber keine genauere Datierung ermöglichten. Wappen im Netzrippengewölbe zeigen, dass Johann Geumann, der Hochmeister der Georgsritter von 1508 bis 1533, für einen Umbau des Langhauses und Chors verantwortlich war. Aus dieser Zeit stammt der Chor, die hohen Fenster, der spitze Turm, der Altarraum sowie ein gotischer Kelch und ein Ziborium. 1615 spricht ein Visitationsbericht von einer auffallenden und reichlichen Bauart, allerdings sei die Kirche noch nicht neu eingeweiht. 1438 wurde die Kirche bereits als Marienkirche unsere liebn frawn kirchen gen Metzleinsdorf bezeichnet und war der Himmelfahrt Mariens geweiht. Spätestens 1629 war Maria Schnee dann eine Filialkirche von Döbriach, das wiederum bis 1786 Teil der Urpfarre Molzbichl war. Möglicherweise wurde Matzelsdorf von den Georgsrittern, die immer in Finanznöten waren, an Molzbichl verkauft. Seit 1999 gehört die nunmehr denkmalgeschützte Kirche zur Pfarre Obermillstatt, da Matzelsdorf kommunalpolitisch nach Millstatt orientiert ist bzw. Kindergarten und Volksschule sich in Obermillstatt befinden. Der Ort ist nur zu Fuß mit Döbriach direkt verbunden.
Die Freskenbilder von Balthasar Klenkh an den Wänden und an der Decke zeigen Szenen aus dem Leben Mariens und wurden um 1716 gemalt. Bei den Restaurierungsarbeiten wurden sechs lebensgroße Apostelfresken freigelegt, die in einem Bericht von 1837 noch erwähnt, später aber übermalt wurden. Der Hochaltar stammt aus dem 2. Jahrzehnt des 18. Jahrhunderts, wobei die Bildhauergruppe „Krönung Mariens“ im Aufsatz des heutigen Altars bereits um 1500 angefertigt worden sein könnte. Der rechte Seitenaltar trägt die Jahreszahl 1659, der linke ist Anfang des 18. Jahrhunderts entstanden. Die Orgel in barocker Bauart wurde in der ersten Hälfte des 19. Jahrhunderts erbaut.
Die älteste Turmglocke dient als Wetterglocke und wurde im Jahre 1687 gegossen. Die kleinste Glocke läutete einst in der Starfacher Kapelle. Bis auf eine Glocke waren 1917 wie bei vielen Kirchen die Glocken und Orgelpfeifen zur Metallgewinnung abzuliefern, um sie für Kriegszwecke im Ersten Weltkrieg einzuschmelzen. Erst 1924 war das Geläut wieder vollständig, nachdem zwei neue Stahlglocken gekauft werden konnten, die via Ochsengespann von Dellach über die damals noch sehr steile Straße auf den Berg transportiert wurden. Unglücklicherweise passten die beiden Glocken in ihrer Stimmung nicht zusammen und sie mussten im Herstellungsort Kapfenberg nachgestimmt werden.
Der Ruf von Matzelsdorf als Wallfahrtsort geht wie so oft auf Notzeiten zurück. Als nach dem Dreißigjährigen Krieg große Not herrschte, die Pest soll noch um 1681 gewütet haben, gelobte man in mehreren Orten im Umland Prozessionen nach Matzelsdorf zu machen. In den hundert Jahren bis zu den staatskirchlichen Reformen von Kaiser Joseph II. ab 1782, die die Volksfrömmigkeit stark einschränkten, erlebte Matzelsdorf seine Blüte. Die letzten großen Bittprozessionen, bei denen der Gottesdienst aus Platzgründen im Freien abgehalten werden musste, fanden 1914 bei Beginn des Ersten Weltkrieges statt. Bittprozessionen nach und von Matzelsdorf gibt es bis heute. Die weiteste führt nach Maria Bichl bei Lendorf.

### Kirchtag in Matzelsdorf und Sappl
Der Kirchtag am dritten Sonntag im Juli ist das wichtigste Kirchenfest von Matzelsdorf und Sappl. Die jährliche Feier der Kirchweihe ist ein uralter Brauch und fast immer mit einem Volksfest verbunden. Früher „gehörte“ der Kirchtag den ledigen jungen Männer der Dörfer, die aus ihrer Mitte einen Zech- und Tanzmeister sowie deren Stellvertreter wählten. Diese Vier, die besonders prächtig geschmückte Hüte trugen, bildeten das Organisationskomitee des Kirchtags und trugen bei der Prozession über die Felder den Himmel über der Monstranz. Jeder Zechbursch suchte eine Tänzerin, welche ihm einen Buschen band, der am Kirchsåmstig in einem Glas mit Schnaps übergeben wurde, wozu es noch zwei Kirchtagskråpfen gab. Am Kirchtagsmorgen wurde die Bevölkerung mit Böllerschüsse geweckt. Nach dem Festgottesdienst zog man mit der Musik zum Gasthof Dietrich in Sappl. Traditionellerweise findet der geistliche Teil des Kirchtags in Matzelsdorf, der weltliche im größeren Sappl statt, denn hier war lange das einzige Gasthaus. Die Spenden beim Tuschspielen deckten den Konsum der Zechburschen über den Nachmittag. Am Abend gab es eine Tanzunterhaltung bei freiem Eintritt, wobei jeder Tanz sofort bezahlt werden musste. Mit dem Geldüberschuss, der nach der Bezahlung der Musikanten und der Zeche übrig blieb, machte die Zechgesellschaft dann einen Ausflug. Seit den 1950er Jahren kam der Brauch nach und nach ab und der Kirchtag wird nunmehr von der 1890 gegründeten Freiwilligen Feuerwehr Sappl-Matzelsdorf für gemeinnützige Zwecke als abendliche Tanzveranstaltung auf einer Festwiese in Sappl ausgerichtet.

### Der Wettermacher von Matzelsdorf

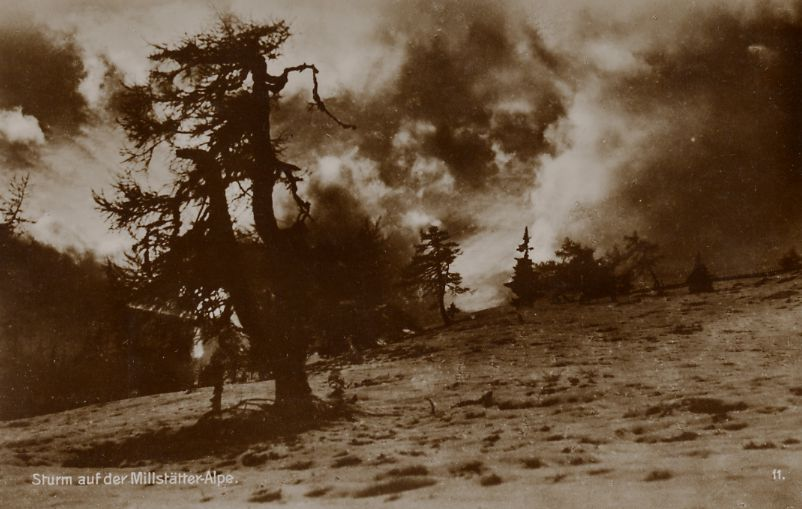
Gewitter auf der Millstätter Alpe

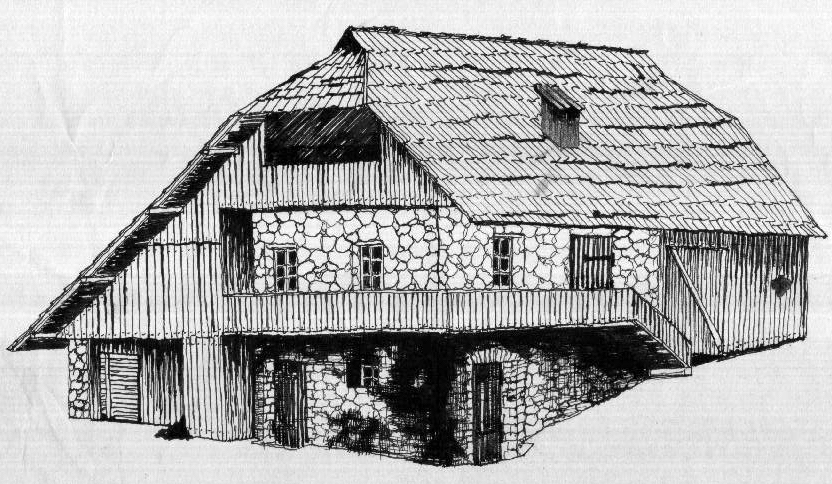
Ein früher für die Gegend typischer Hof – Forstbauer um 1910

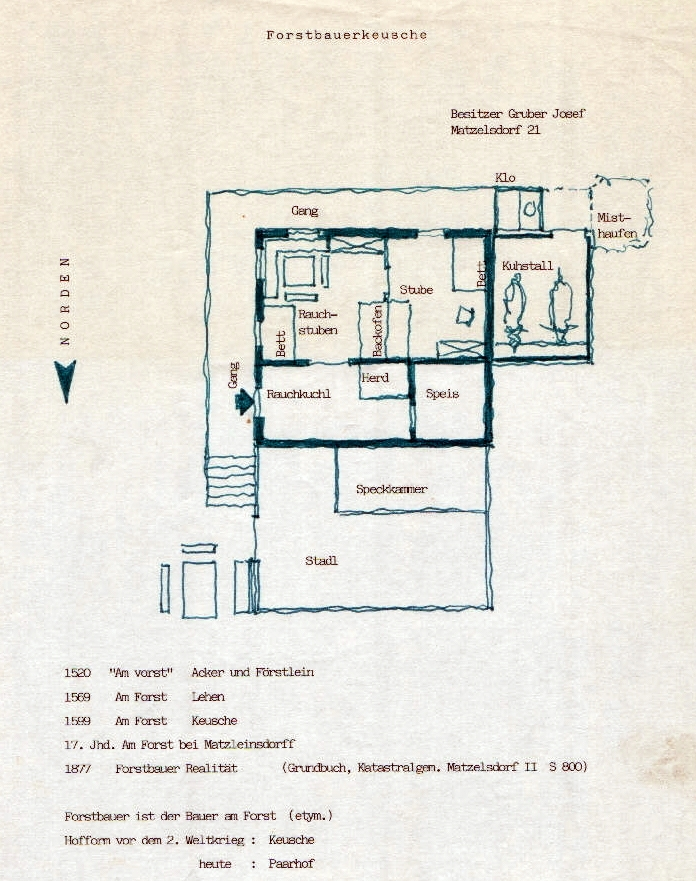
Forstbauer Hof – Grundriss um 1910

Traurige Berühmtheit erlangte der etwa zwanzigjährige Kaspar Haintz, Sohn des Raders Peter Haintz zu Matschdorf, der 1653 in Gmünd wegen Wettermacherei hingerichtet wurde. Aus den Prozessunterlagen geht hervor, dass Caspar ein schwächlicher, leicht beeinflussbarer, vermutlich psychisch kranker Bauernknecht war, der Opfer eines Hexenprozesses wurde. Am 1. April 1653 trafen sich Beamte der Herrschaften Gmünd, Sommeregg und Millstatt in Treffling, um über aktuelle Unwetterschäden, die jüngsten Güss zu verhandeln. Dabei erfuhren sie von einem Knecht, der damit prahlte, dass er beim Wettermachen dabei gewesen war: Es wiern hülft enk nix, es wern noch viel schiachere Güss nidergehn und greasern Schaden machen. Casper wurde verhaftet. Der „klebere“, also körperlich schwächliche Bursche diente seit einigen Jahren bei verschiedenen Bauern von Gschriet und Laufenberg bis Treffling, blieb aber nirgends länger. Bei der ersten Einvernahme erzählte er bereitwillig, dass er fertn bein Wenzl in Lammersdorf gedient und beim Zeunen in Berg mitn Stängl Adam und den schilcheten Blasy geredet hiet. Er solle den beiden helfen, Reif zu machen, denn sie wollten den Bauern den Hadn verdirben. Weiteres erzählte er, dass sie bei den Trefflinger Güss dabei gewesen waren und dem Wetter als Geier voraus geflogen seien. Haintz wurde nach Gmünd in den Kerker, die „Keichn“, gebracht und dem peinlichen Verhör zugeführt. Aber auch unter Folter erzählte er von Zusammenkünften auf der Millstätter Alpe, bei denen über das Güss-Machen, das Schauer-Führen, das Reif-Streuen und das Schneiben beraten wurde. Haintz war auch Halter, also Viehhirte auf der Millstätter Alm gewesen und berichtete, dass die Sennerin Dorothe in Zauberei gar erfahren wär. Bei der beängstigend feierlichen Einvernahme am 15. April 1653 im Schloss Gmünd wurden ihm 114 Fragen beim „gütlichen Examen“ vorgehalten. Er stellte nichts in Abrede, sondern verstrickte sich immer tiefer in seine Phantasien. Weder Drohungen noch freundliches Zureden brachten ihn davon ab, zu glauben, was er erzählte. In seinem Erzählen fühlte er sich mit den bekanntesten Hexen und Zauberern des Landes verbunden, nannte aber auch Personen aus seinem Bekanntenkreis als Mittäter. Er phantasierte von absurden Zusammenkünften. Auf der Kirchheimer Alm hätte es ein feierliches Mahl mit fünf „Teixeln“ (Teufel), gekleidet wie die Herren aber erkennbar an den „Krempel“ (Krallen) an Händen und Füßen, mehreren Zauberern, weiteren Gästen wie den Gaugler Hansl, den Strafacher Riepl, den Salztrager Stoffl und einigen Spielleut gegeben. Gegessen wurden Gaißen und Frischlinge. Und er, der Casperle habe geholfen, den Wein auf die Alm zu bringen, indem er schwarzen Hunden half, das Weinfass vom Mar in Radenthal (Radenthein) auf die Alm zu bringen. Die landbekannte Zauberin „Kohlrouchin“ und „zwei Sendinnen, die Stina und die Barbara, beide Witwen und wohnhaft in einer Keusche in Lammersdorf, sind die lustigsten Tänzerinnen“ gewesen. Auf die Frage, wie man Reif mache, antwortete Casper: „Zum Reif braucht man ein Rad. Es schaut aus wie ein Kumpfmühlrad (Mühlrad mit Schaufeln), ist größer und höher wie ein Spinnrad. Im Kumpf sind neue Agen. Wenn der Zauberer das Rad stark umtreibt, fliegen die Agen aus. So dick sie dann liegen, so stark ist der Reif.“ Für die Güss brauche man „alte Schuhfleck, Frischlingwolln, Birkenlaub, alte Schuechriem und wieder Agen.“ Bei einem Schauer seien noch „Kuhhaar und Schnee“ gebraucht wurden. Das Urteil der Gerichtsherren war klar. Während der Millstätter Hofrichter Stiegg zu mäßigen versuchte, plädierte Dr. Johannes Kletterhammer, Richter der Herrschaft Gmünd, auf volle Schuldfähigkeit: „In Summa die von Casperl bekannten, in Sonderheit des Gauglers Hansl und des Starfachers Riepl zu Matschdorf unfehlbar mit der Zauberei behaftet sei.“ „Denn der Casperl ist so einfältig nit, als wie man ihn dafür haltet. Hat die Aussag so ordentlich getan, als der Witzigste und Gescheiteste thuen kann.“ Nach zweieinhalb Monaten Kerker erfolgte am 9. Juni 1653 in Gmünd die Urteilsverkündung:
Auf Klag und Antwort, Red und Gegenred, alles rechtlich für und einbringen, dann genugsam gerichtlich gepflogener Erkundigung, auch des Täters, sowohl gütlicher als auch peinlicher Aussag und Bekenntnus ist durch den kaiserlichen Bannrichter, Rechtssprecher und Beisitzer zu recht davon erkannt worden, dass der vor Gericht stehend Caspar Haintz von Matzdorf gebürtig, wie wol er seiner verübten Zauberei und dadurch zugefuegten Schaden halben weit eine größere Straf verdient hab, doch aus Verschonung seiner Jugend und vielmehr Vorsorge seiner armen Seel ihme zu einer Strafe, anderen aber zu einem Exempel zur gewonlichen Richtstatt gefüret, allda mit dem Schwert vom Leben zum Tod gerichtet und sein Körper mit dem Feuer zu Staub und Asche getilgt wird. Gescheh ferner was Recht ist.
Noch am Abend wurde Casper Haintz mit dem Schwert geköpft und verbrannt. Penibel sind im Akt auch die Prozess- und Haftkosten des Blutgerichts aufgelistet – 190 Gulden und 7 Kreuzer. Erklärbar sind solche Fehlurteile nicht nur mit dem damals noch vorherrschenden Glauben an Zauberei, sondern mit der schlichten Tatsache, dass die schlecht bezahlten Richter kein permanentes Einkommen hatten, sondern nach Einzelleistungen bezahlt wurden.
In Matzelsdorf gibt es noch immer den Brauch des Wetterläutens. Durch heftiges Läuten der Kirchglocken glaubt man, Unwetter vertreiben zu können. Wie der Gefahrenzonenplan zeigt, sind diese auch tatsächlich seltener als sonst am Millstätter Berg. Nur 1903 wird berichtet, dass es ein größeres Hochwasser am Sonnenhofbach (Bach von Matzelsdorf nach Dellach) gab, wobei es zu einem Bachaustritt oberhalb von Matzelsdorf und wiederholten Überflutungen der Felder kam. Die Ursache dafür ist weniger das Wetterläuten, sondern vielmehr die geographische Lage am östlichen Ausläufer der Millstätter Alpe, wo Gewitterwolken schon leichter nach Norden und Osten abziehen können.

## Matzelsdorfer Höfe
Ein für die Gegend früher typischer Hof war der Forstbauer Hof, vor dem Zweiten Weltkrieg eine Keusche, heute ein Paarhof. Er ist 1520 als Acker und „Förstlein“ erstmals urkundlich erwähnt. 1569 wurde er als „Lehen“ bezeichnet. Im 17. Jahrhundert konnte man den Hof als Keusche „Am Forst bei Matzleinsdorff“ finden. 1877 wurde die Realität als „Forstbauer“ in den Urkunden des ersten Grundbuches eingetragen.

## Matzeldorf in der Literatur
Der Wiener Alpinist und Hofkammerbeamter Josef Kyselak (1798–1831) kam bei seiner Österreichwanderung 1825 auch auf den Millstätter Berg. Beim Weg von Döbriach nach Matzeldorf fand er das Gebiet oberhalb von Starfach besonders eindrucksvoll. „Von Döbriach über Hochdellach, eine Strecke von zwei Stunden, ist eine der pittoreskesten Strecken. Rechts riesige Granitfelsen, teils bewaldet, teils aus losen Trümmern bestehend, die erst vor Kurzem sich einer Erdrevolution entschlagen zu haben scheinen, und aufs Neue nur eines Lüftchens warten, um abermals weiter zu rollen.“ Weiters schreibt er: „Nun kommt man zu einigen Hütten von Oberdellach (oder auch Matzesldorf), ein Wasserfall, schön wie ihn nur die Natur bilden kann, stürzt über turmhohe Felswand stufenartig herab, bald darauf braust ein zweiter nieder. Diesen in seinem ganzen Werte zu sehen, muß man 200 Schritte emporsteigen und - man dankt sich die Mühe! An diesem Bache besitzen einige Bauern kleine Handmühlen, die ihrem Hausbedarf genügen und sie empfindlicheren Ausgaben überheben.“

## Sagen

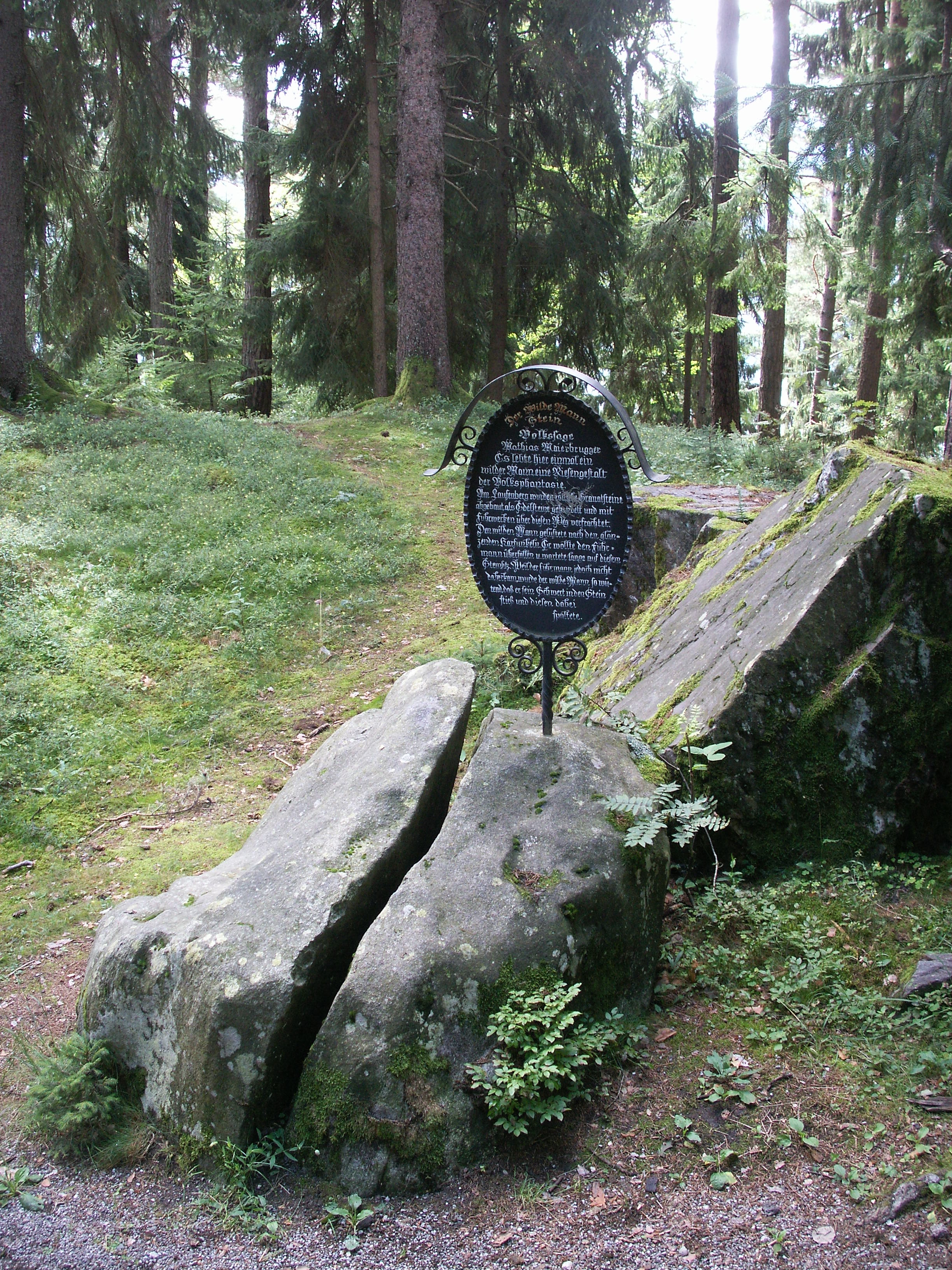
Wilder-Mann-Stein

- Kirchengründung mit Ochsengespann.[14] In der Messnerfamilie wird erzählt, dass sich die Bauern von Sappl und Matzelsdorf dereinst nicht über einen Bauplatz der Kirche einigen konnten und daher ein Ochsengespann losschickten, welches am heutigen Kirchenstandort stehen blieb. Sie stritten aber weiter, bis der Platz durch einen unvermittelten Schneefall zu Mariä Himmelfahrt (15. August) noch einmal göttlich bestätigt wurde und wovon sich Maria Schnee ableite.
- Heidenloch und die heidnischen Frauen zu Matzelsdorf.[15] Vom „Had’nloch“, einer Höhle beim Göllgraben im Koflach zwischen Matzelsdorfer Alm und Döbriach wurde erzählt, dass dort dereinst heidnische Leute lebten. Eine heidnische (Riesen-)Jungfrau entführte einmal einen Bauern Winkler vom Feld. Die Eltern geboten ihr, ihn sofort zurückzubringen, denn die Christen werden einmal die Heiden überwältigen. Als der Bauer wieder frei war, schmiss er mit Steinen nach dem Heidenmädchen, weshalb diese ihn verwünschte: „Winkler immer gut gehaust, Winkler nimmer gut hausen.“ Von da an ging es beim Bauer Winkler bergab, bis der Hof verkauft werden musste.
- Der Jungfernsprung von Döbriach.[16] Das schöne Bauernmädchen Jutta vom Brandner in Matzelsdorf brachte mit ihrem Vater die zu leistenden Abgaben zu den Jesuiten im Kloster Millstatt. Ein junger Mönch, Pater Klement, verliebte sich in sie, fand keine Ruhe mehr und lauerte ihr auf. Sie flüchtete Richtung Starfach und stürzte in Todesangst vom Felsen bei der Hohen Wand bei Döbriach in den Millstättersee. Jutta erreichte lebend das Ufer. Der nachstürzende Mönch hingegen ertrank.
- Der Wilde Mann Stein.[17] Südlich von Matzelsdorf am alten Weg vom Tal auf den Berg, als Hohe Wand und Jungfernsprung noch umfahren werden mussten, steht ein thronförmiger Stein mit einer Messermulde. Hier soll dereinst ein wilder Mann gesessen sein. Er wollte unbedingt einige rote Karfunkelsteine, wie die Granate früher genannt wurden, die von Fundort Laufenberg auf der hinteren Millstätter Alpe hier vorbei transportiert wurden. Dazu wollte er den Fuhrmann überfallen. Dieser jedoch kam und kam nicht, daher stieß er sein Schwert so fest in den Stein, dass dieser sich spaltete.